# Ciglenica (Garešnica)
Ciglenica is een plaats in de gemeente Garešnica in de Kroatische provincie Bjelovar-Bilogora. De plaats telt 402 inwoners (2001).